# Automeris hamata
Espèce
Automeris hamata est une espèce de papillons de la famille des Saturniidae.